# مجله پرستاری پیشرفته
مجله پرستاری پیشرفته (به انگلیسی: Journal of Advanced Nursing) یک مجله علمی است که در زمینه پیشرفت‌های پرستاری بر پایه شواهد، مامایی و دیگر مراقبت‌های درمانی فعالیت دارد.